# Bobsleigh nos Jogos Olímpicos de Inverno de 2014
As competições de bobsleigh nos Jogos Olímpicos de Inverno de 2014 foram realizadas no Centro de Sliding Sanki localizado na Clareira Vermelha, em Sóchi, entre 16 e 23 de fevereiro.

## Programação
A seguir está a programação da competição para os três eventos da modalidade.
Horário local (UTC+4).
| Data            | Horário | Evento                         |
| --------------- | ------- | ------------------------------ |
| 16 de fevereiro | 19:15   | Duplas masculinas – descida 1  |
| 16 de fevereiro | 20:50   | Duplas masculinas – descida 2  |
| 17 de fevereiro | 17:30   | Duplas masculinas – descida 3  |
| 17 de fevereiro | 19:05   | Duplas masculinas – descida 4  |
| 18 de fevereiro | 18:15   | Duplas femininas – descida 1   |
| 18 de fevereiro | 19:23   | Duplas femininas – descida 2   |
| 19 de fevereiro | 19:15   | Duplas femininas – descida 3   |
| 19 de fevereiro | 20:23   | Duplas femininas – descida 4   |
| 22 de fevereiro | 19:30   | Equipes masculinas – descida 1 |
| 22 de fevereiro | 21:00   | Equipes masculinas – descida 2 |
| 23 de fevereiro | 12:30   | Equipes masculinas – descida 3 |
| 23 de fevereiro | 14:00   | Equipes masculinas – descida 4 |

## Medalhistas
| Evento                      | Ouro                                                                         | Prata                                                                               | Bronze                                                                     |
| --------------------------- | ---------------------------------------------------------------------------- | ----------------------------------------------------------------------------------- | -------------------------------------------------------------------------- |
| Duplas masculinas detalhes  | Alex Baumann Beat Hefti SUI Suíça                                            | Steven Holcomb Steven Langton USA Estados Unidos                                    | Oskars Melbārdis Daumants Dreiškens LAT Letônia                            |
| Duplas femininas detalhes   | Kaillie Humphries Heather Moyse CAN Canadá                                   | Elana Meyers Lauryn Williams USA Estados Unidos                                     | Jamie Greubel Aja Evans USA Estados Unidos                                 |
| Equipes masculinas detalhes | Oskars Melbārdis Arvis Vilkaste Daumants Dreiškens Jānis Strenga LAT Letônia | Steven Holcomb Steven Langton Curtis Tomasevicz Christopher Fogt USA Estados Unidos | John James Jackson Stuart Benson Bruce Tasker Joel Fearon GBR Grã-Bretanha |

## Doping
Alexandr Zubkov, da Rússia, conquistou originalmente a medalha de ouro na prova de duplas (com Alexey Voyevoda) e na prova por equipes masculinas (com Dmitry Trunenkov, Alexey Negodaylo e Voyevoda), mas foi desclassificado em 24 de novembro de 2017 por violações de doping. Trunenkov, Negodaylo e Voyevoda também foram punidos posteriormente pelas mesmas violações no antidoping. As medalhas foram realocadas pela Federação Internacional de Bobsleigh e Skeleton.

## Quadro de medalhas
| Ordem | País               | Medalha de ouro | Medalha de prata | Medalha de bronze |   | Ordem por total |
| ----- | ------------------ | --------------- | ---------------- | ----------------- | - | --------------- |
| 1     | LAT Letônia        | 1               |                  | 1                 | 2 | 2               |
| 2     | CAN Canadá         | 1               |                  |                   | 1 | 3               |
|       | SUI Suíça          | 1               |                  |                   | 1 | 3               |
| 4     | USA Estados Unidos |                 | 3                | 1                 | 4 | 1               |
| 5     | GBR Grã-Bretanha   |                 |                  | 1                 | 1 | 3               |
| TOTAL | TOTAL              | 3               | 3                | 3                 | 9 | —               |